# こねくと
『こねくと』は、TBSラジオで2023年4月3日から毎週月曜 - 木曜 14:00 - 16:50に放送中のラジオ番組である。

## 概要
11年間にわたり平日の午後に放送された『たまむすび』シリーズの終了に伴い、「人と人との『ゆるやかなつながり』」をコンセプトに放送を開始した「コミュニティプログラム」。番組タイトルの『こねくと』（Connect）は、「つながり」を意味する英語に由来し、『たまむすび』の「むすび」を引き継いでいるという。
『たまむすび』シリーズとは異なり金曜日には放送されず、当番組と同じ時間帯に『金曜ワイドラジオTOKYO えんがわ』（『金曜たまむすび』最終パーソナリティの玉袋筋太郎と外山惠理が引き続き出演する生ワイド番組）を編成。また、両番組とも開始の当初から、長崎放送とNBCラジオ佐賀（いずれもTBSラジオが幹事局を務めるJRNとNRNのクロスネット局）がフルネットを実施している。
パーソナリティーの石山蓮華は、日本電線工業会の電線アンバサダーを務めているため、同会のサイトでも当番組の開始が告知された。
放送開始当初からYouTube上での同時配信を実施している。ただしTBSラジオの他の番組とは異なり、TBSラジオ公式チャンネルではなく本番組の専用チャンネルから配信されている。
2023年10月2日（月曜日）から、『金曜ワイドラジオTOKYO えんがわ』とともに、TBSラジオでの放送時間を14:00 - 17:30に変更。長崎放送とNBCラジオ佐賀では、両番組とも14:00 - 15:50の時間帯に限った部分ネット方式で放送を続けている。このような事情から、両番組とも15:50以降の時間帯を関東ローカルパートに充てている。これに伴い、TBSラジオではradikoのタイムフリー再生に対応させるため、同月以降は放送音源を「14時台」「15時台」「16時以降」に分割する対応を取っている（特別番組放送により放送時間が短縮される場合は除く）。
2025年4月1日（火曜日）から、TBSラジオでの放送時間が14:00 - 16:50に短縮された。また、新たに熊本放送で15:00 - 16:50にネットされる（15:50 - 16:00はローカルニュース・天気予報）。

## 出演

### パーソナリティ
- 石山蓮華[1]

### パートナー
- 月曜日 - 菅良太郎（パンサー、2023年4月3日 - ）[2][6]
- 火曜日 - でか美ちゃん（2023年4月4日 - ）[2][6]
- 水曜日 - 飯塚悟志（東京03、2023年4月5日 - ）[2][6]
- 木曜日 - 土屋礼央（RAG FAIR、2023年4月6日 - ）[2][6][注 2]

### 代理パーソナリティ
- 2023年度
  - 9月4日（月曜日） 〜 8日（木曜日）、11日（月曜日） 〜 14日（木曜日）：石山が腹腔鏡手術を受けることに伴い2週間入院するため休演[7]。
    - 向井慧（パンサー）[注 3]（9月4日） - アシスタントとして近藤夏子（TBSアナウンサー）も出演。
    - 眉村ちあき（9月5日）
    - ジェーン・スー、小倉弘子（TBSアナウンサー）（9月6日） - スーがパーソナリティ、小倉が水曜パートナーを担当する前番組『ジェーン・スー 生活は踊る』から続けて出演。
    - 林家つる子（9月7日） - つる子は土屋との二人で『東京042 〜多摩もりあげ宣言』コンビとして出演。
    - 後藤拓実（四千頭身）（9月11日） - 前週に続いて近藤がアシスタントとして出演。
    - アンジェリーナ1/3（Gacharic Spin）（2023年9月12日）
    - 蓮見翔 （ダウ90000）（9月13日） - アシスタントとして山本恵里伽（TBSアナウンサー）も出演。
    - 臼井ミトン（9月14日）
- 2024年度
  - 4月18日（木曜日）：石山はこの日渋谷マークシティにて行われた『#ふらっと＆生活は踊る＆こねくと 3番組合同企画「ティッシュ配りで1万人増えるかな？SP」』に15時ごろまで参加。石山がスタジオに戻ってくるまでの間は土屋がパーソナリティを務め、16時まで以下のメンバーが入れ替わりでピンチヒッターとして出演した[8]。
    - 14:00 - 15:00：ジェーン・スー、近藤夏子（TBSアナウンサー） - 前番組『ジェーン・スー 生活は踊る』から続けて出演。
    - 15:00 - 16:00：堀井美香（フリーアナウンサー）

  - 7月22日（月曜日） 〜 26日（木曜日）、29日（月曜日）〜 30日（火曜日）：石山が24日から30日に上演される舞台「BIRTHDAY」に出演するため休演[9][10][11]。
    - 向井慧（パンサー）[注 3]（7月22日） -アシスタントとして篠原梨菜（TBSアナウンサー）[注 4]も出演。
    - 矢口真里（7月23日）
    - ラバーガール（飛永翼、大水洋介）（7月24日）- アシスタントとして若林有子（TBSアナウンサー）[注 5]も出演。
    - 山本恵里伽（TBSアナウンサー）（7月25日）
    - 安田美沙子（7月29日） - アシスタントとして田村真子（TBSアナウンサー）[注 6]も出演。
    - 有野晋哉（よゐこ）（7月30日）

  - 8月21日（水曜日） 〜 22日（木曜日）：石山の家族が新型コロナウイルスに感染したことに伴い大事を取って休演[12]。
    - 若林有子（TBSアナウンサー）（8月21日）[注 5]
    - 御手洗菜々（TBSアナウンサー）（8月22日）[注 7]

  - 9月16日（月曜日） ～ 19日（木曜日）：石山の夏季休暇に伴う休演[13]。
    - 武田砂鉄（2024年9月16日） - アシスタントとして出水麻衣（TBSアナウンサー）も出演。
    - トム・ブラウン（布川ひろき・みちお）（9月17日）
    - 松丸友紀（フリーアナウンサー）（9月18日）
    - 山本恵里伽（TBSアナウンサー）（9月19日）
- 2025年度
  - 5月26日（月曜日） ～ 27日（火曜日）：石山が体調不良のため大事を取って休演[14] [15]。
    - 外山惠理（TBSアナウンサー）（5月26日）
    - 大島育宙（XXCLUB）（5月27日）

  - 7月30日（水曜日）：石山の祖父が死去し、葬儀などのため休演。
    - 外山惠理（TBSアナウンサー）

### 代理パートナー
- でか美ちゃん（2023年5月10日[注 8]：飯塚の代理）
- 有野晋哉（よゐこ）（2023年5月31日[注 9]：飯塚の代理）
- 吉住（2023年6月28日[注 10]、2024年5月15日[注 11]：飯塚の代理）
- 徳井健太（平成ノブシコブシ）（2023年7月19日[注 12]：飯塚の代理）
- アンジェリーナ1/3（Gacharic Spin）（2023年8月1日[注 13]、8月8日[注 14]：でか美の代理）
- キニマンス塚本ニキ（2023年10月31日[注 15]：でか美の代理）
- 大島育宙（XXCLUB）（2024年5月13日[注 16]：菅の代理）
- ニシダ（ラランド）（2024年6月5日[注 17]：飯塚の代理）
- 菅良太郎（パンサー）（2024年8月1日[注 18]、2025年5月1日[注 19]：土屋の代理）
- 武田砂鉄（2024年8月26日[注 20]：菅の代理）
- 飯塚悟志（東京03）（2024年8月26日[注 20]：菅の代理）
- 酒井健太（アルコ&ピース）（2025年4月24日[注 19]：土屋の代理）
- 山本恵里伽（TBSアナウンサー） (2025年5月8日[注 19]：土屋の代理)
- 岡野陽一（2025年6月18日[注 21]：飯塚の代理）
- 田中直樹（ココリコ）(2025年8月21日[注 18]：土屋の代理)

## タイムテーブル
☆印は『たまむすび』から継続しているコーナー（タイトルを変更しただけの実質的な後継を含む）。●印のコーナーはポッドキャストでの配信を実施している。15時台までの天気予報はネット局に配慮して九州地方の天気も紹介している。交通情報は2024年9月までNBCラジオではCMに差し替えずにそのまま放送していた。

### 2023年9月28日まで
本編前
前番組『ジェーン・スー 生活は踊る』エンディング部でジェーン・スーとクロストーク。 ☆
13時台
- 13:00 - オープニングトーク ●☆

ここで話した内容から当日のメッセージテーマを決めるのは、たまむすびから継続。
- 13:20 - TBSニュース（地方局にネットされているため14時台含めてTBSの局名は出さずに「最新のニュース」と呼称）・交通情報（はとバス提供）（NBC長崎放送も関東地方の情報をそのまま放送、後の交通情報も同様）・天気予報（この時間は石山が読み上げる）
- 13:25 - 快適生活ラジオショッピング ☆
- 13:35 - みんなはどうなの?こねくちょん（関電工<月曜>提供）

他愛もないが、答えの中に個性が出るような質問（通称・こねくちょん）に対してあれこれ話していく。
- 13:45 - Podcastこねくしょん ●

リスナーから寄せられたTBSポッドキャストで配信されている番組に対しての推薦コメントを紹介していく。
- 当該枠の前身コーナーは、JRNネットワークセールス番組の『朗読のミカタ』。その流れで、当該枠の後に流れるCM（『朗読のミカタ』でカウキャッチャー扱いで流れた内容と同じ）が長崎放送以外のJRN系列局でもネットワークセールスで放送されている。

- 13:55 - 交通情報

14時台
- 14:00 - 曜日パートナーの企画「こねくとネット」
  - 月曜日 - 菅、コーヒー買ってきて! ●☆

たまむすびの同じ時間で放送していた「竹山、ガムテープ買ってきて!（通称・竹ガム）」を継承する形でスタート。採用者には番組特製紙ストロー2本が贈られる。
  - 火曜日 - 平成探偵団 平成（ウチら）の時代 ●

平成に青春を過ごした石山とでか美が当時流行ったものなどを振り返り、平成と令和を”こねくと”するコーナー。
  - 水曜日 - 東京03・#飯塚悟志の市外特番!（gym master提供）●

特定の市外局番でくくった地域をテーマに、局番ならぬ「特番」を届ける。
  - 木曜日 - 土屋礼央のもしもし、パイセン! ●☆

ある特定の物事の経験者を「パイセン」としてその体験談を電話で掘り下げていく[注 25]。
- 14:22 - TBSニュース・交通情報
- 14:30 - 曜日別企画コーナー
  - 月曜日 -  3時前のおやつ〜小腹にこねくと〜

リスナーからおすすめのおやつを募集し、紹介していく。
  - 火曜日 - ハロー・プロブレム!

リスナーから寄せられたスッキリしない気持ちやモヤモヤをでか美ちゃんの選曲で吹き飛ばしていく。
  - 水曜日 - それでは、聞いてください…

課題曲に合わせた"素敵な"前口上をリスナーから募集し、石山が実際にその曲のイントロに合わせて読み上げていく。
  - 木曜日 - クイズ!企業努力

さまざまな企業努力をクイズ形式で紹介していく。
- 14:52 - 交通情報（この時間のみJATRIC首都高速センターから[注 26]）・天気予報（この時間は気象予報士がスタジオに入る）

15時台
- 15:00 - ゲストコーナー『午後3時のビリビリ』
  - 月曜日 - 月曜から遊びバナシ ●

新たな一週間をご機嫌に乗り越えられるためのお楽しみやワクワクするような情報が得られる休日ガイド系ゲストコーナー。
  - 火曜日 - 町山智浩の「アメリカ流れ者」 ●☆

前々々番組『ストリーム』から継続しているコーナー。町山が映画解説やアメリカのカルチャーを紹介する。
  - 水曜日 - 愛好家同盟 ●☆

特定の分野を愛好し、追求し続けるゲストを招く。
  - 木曜日 - おとなのための教養バラエティ「こねくとゼミナール」 ●☆

ある分野の専門家から講義を受ける。
- 15:26 - エンディング  
次番組『荻上チキ・Session』とのクロストークは初週のみ実施。

### 2023年10月2日から
以下は、TBSラジオHPの番組表ページ及び番組ページでの記載に基づいており、放送時刻は前後する場合がある。
14時台
- 14:00 - オープニングトーク ●☆
- 14:20 - TBSニュース（「最新のニュース」と呼称）・交通情報（はとバス提供）・天気予報（この時間は石山が読み上げる）
- 14:25 - 快適生活ラジオショッピング  ☆
- 14:40 - こんにちは、○○です。（関電工<月曜日>、アイリスコーポレーション提供）

芸能人からの声のメッセージを紹介。
- 14:50 - 交通情報（この時間のみJATRIC首都高速センターから）

15時台
- 15:00 - こねくとネット～その1～
  - 月曜日　菅、コーヒー買ってきて! ●☆
  - 火曜日　町山智浩の「アメリカ流れ者」 ●☆

放送時間変更後は16時台に移動していたが、町山が海外居住していることによる時差を踏まえて10月17日から「でか美と蓮華の、そのご意見いただきます!」と入れ替わる形で放送時間変更前同様15時台に放送するようになった。
  - 水曜日　東京03・#飯塚悟志の市外特番!（gym master提供） ●
  - 木曜日　土屋礼央のもしもし、パイセン! ●☆
- 15:25 - TBSニュース・交通情報
- 15:30
  - 火曜日 - 輝く!日本でか美大賞

でか美が、「〇〇賞」という名前をつけて曲を紹介する。
- 15:40
  - 月曜日 - 教えて先生 関節のお話（2024年9月2日 - 、ジンマー・バイオメット提供）

山形純菜（2024年9月30日は篠原梨菜）（TBSアナウンサー）が、関節や肩の痛みについて、ドクターの話を聞く。
- 15:50 - 長崎放送とNBCラジオ佐賀は、ここで途中飛び降り。

16時台
- 16:00 - こねくとネット～その2～
  - 月曜日　月曜から遊びバナシ ●
  - 火曜日　でか美と蓮華の、そのご意見いただきます! ●

悩みというほどでもないモヤモヤした感情を「ブギウギ」と呼び、その対処法について、でか美と石山が話すだけでなく、リスナーから電話で意見を聞く。週によっては、ただのゲストコーナーになることがある。
  - 水曜日　愛好家同盟 ●☆
  - 木曜日　おとなのための教養バラエティ「こねくとゼミナール」 ●☆
- 16:30 - 交通情報・天気予報
- 16:38 - 火曜日以外は事前収録形式のフロート番組
  - 月曜日 - 　TBSラジオプレス ●

宇内梨沙（TBSアナウンサー）がパーソナリティを務めるTBSラジオの広報番組。2023年9月29日までは金曜17:50 - 18:00に、2024年2月は木曜17:50 - 18:00にそれぞれ単独番組として放送。
  - 火曜日 - 彩の国にこねくと!週刊埼玉通信（NTT東日本埼玉事業部、ナビホーム提供）

埼玉県の関係者が出演し、埼玉の情報を伝える。
  - 水曜日 - エンタメExpress（2024年4月3日 - ）

佐々木舞音（TBSアナウンサー）がパーソナリティを務めるエンターテイメント情報紹介番組。2024年3月27日までは水曜17:50 - 18:00に単独番組として放送。
  - 木曜日 - 協会けんぽ presents 元気にこねくと☆

川村美保が、専門医などのゲストと健康に関する情報を届ける。
- 16:43 - オプチャでこねくと
LINEのオープンチャット機能を用い、番組側の質問についてリスナーの意見を集計する。「みんなはどうなの?こねくちょん」の内容が取り込まれている。

17時台
- 17:00 - こねくとネット～その3～
  - 月曜日　クイズ!ホンモノは誰だ!?

毎回異なる3人のリスナーの中からテーマとなる1人のホンモノを菅が当てていく。
  - 火曜日　ハロー!アワー

店舗などからの生中継コーナーで、キニマンス塚本ニキ（2023年9月28日までTBSラジオで放送されていた『アシタノカレッジ』のパーソナリティ）などがリポーターを務める。
  - 水曜日　教えて!インナーボイス

テーマについて、リスナーの「心の中で思ってはいるけどわざわざ口に出したことはない心の声」を紹介する。
  - 木曜日　クイズ!企業努力!
- 17:11（火・木曜） - Podcastこねくしょん
2023年9月までと内容が異なり、TBSラジオのポッドキャスト番組の一部をそのまま放送する。
- 17:24 - 交通情報
- 17:25 - エンディング
次番組『荻上チキ・Session』とのクロストークは、時間変更後の初週を含め引き続き行わない。

### 2024年10月1日から
14時台
- 14:00 - オープニングトーク ●☆

メッセージテーマをオープニングトークで決めることが『たまむすび』開始以来12年半ぶりに廃止され、前日にSNSで発表する形式に変更（10月第3週からは番組エンディングでも発表）。
- 14:20 - TBSニュース（「最新のニュース」と呼称）・天気予報（この時間は石山が読み上げる）・交通情報（はとバス提供）

この日からNBCラジオでは交通情報の時間はCMに差し替えられるようになり、TBSラジオでは交通情報のジングルが他の全国ネット番組同様流れなくなった。
10月7日からニュースデスクがスタジオに来てニュースを読むようになり、14時台と15時台のいずれかでパーソナリティとのトークがあるようになった（ない日もある）。特に木曜15時台の外山惠理とは必ずトークがある。
- 14:25 - 快適生活ラジオショッピング  ☆
- 14:40 - こねくととぴっくす（関電工<月曜日>、アイリスコーポレーション提供）☆

世の中の話題を取り上げ、石山とパートナーがトークする。『たまむすび』の「ニュースたまむすB」を事実上復活させたもの。
- 14:50 - 交通情報（この時間のみJATRIC首都高速センターから）・天気予報（サボリーノ提供）

15時台
- 15:00 - ゲストとこねくと（gym master<水曜日>提供）
  - 月・水・木曜日はゲストに、最近ハマっているものや影響を受けた人、集めているものなどについて聞く。ゲストに関係の深い3つのテーマ（3こね）を「○○にこねくと」として紹介する。
  - 火曜日は引き続き町山智浩の「アメリカ流れ者」 ●☆[注 27]
- 15:35 - TBSニュース・交通情報（月・火曜日は15:30ごろ[注 28]）
- 15:37
  - 月曜日 - STU48 ちょっと…いいですか?（チチヤス提供）2025年2月3日 - 7月28日

「食で美しく。 」をテーマに構成されたSTU48の「美活動部」8人のいずれかが出演する。RCCラジオでも土曜17:50から放送。
- 15:50 - 長崎放送とNBCラジオ佐賀は、ここで途中飛び降り。

16時台
- 16:00 - こねくとネット
  - 月曜日　こねくとリクエスト

「菅、コーヒー買ってきて!」のリニューアル版で、リスナーからの調査依頼に加え、こんなことをやってほしい、このゲストを呼んでほしいといったリクエストに応える。出演者やスタッフからもリクエストする。
  - 火曜日　空閑時評

XXCLUBの大島育宙と、でか美と石山がそれぞれテーマを持ち寄った時事問題について語る。オープニングのナレーションとタイトルコールは遠藤泰子が担当。
  - 水曜日　ヅカヅカ聞きます!クイズ・ぐっじょぶ!

電話出演したリスナーの特殊な職業を、飯塚と石山がイエス・ノーで答えられる質問をすることで当て、仕事について聞く。
  - 木曜日　東京メッセージランド

コーナーをテーマパークに見立て、さまざまなタイプのお題（アトラクション）に沿ったメッセージを募集する。

あるあるアルファベット大辞典
「Aから始まる面倒くさいこと」のような、毎週1つのアルファベットから始まるお題に答える。
恋愛フットボール
過去・現在の恋愛体験についての文章を募集する。土屋がサッカーの主審として、突っ込みどころでホイッスルを吹くと、そのたびに『キャプテン翼』のテーマ曲が流れる。
蓮華のクイズ!絵かき歌
石山が自分で作った絵かき歌で描いた絵が何であるか、リスナーがら解答を募集する。
- 16:30 - 交通情報・天気予報
- 16:45
  - 月曜日 -  TBSラジオプレス ●

宇内が2025年3月にTBSテレビを退職するため、2024年12月23日をもって卒業。2025年1月6日から野村彩也子（TBSアナウンサー）がパーソナリティに就任。
  - 第1火曜日[注 29] - 彩の国にこねくと!月刊埼玉通信（ナビホーム提供）
  - 水曜日 - エンタメExpress
  - 木曜日 - 協会けんぽ presents 元気にこねくと☆

17時台
- 17:00 - こねくとれんど

曜日ごとのテーマに沿って専門家からトレンドを聞く。水曜日は2025年2月まで。
月曜日 - 音楽（矢島由佳子）
火曜日 - カルチャー（アートテラー・とに〜とスケザネが隔週担当）
水曜日 - グルメ（単発のゲスト）
木曜日 - スポーツ（単発のゲスト）
- 17:00 - MINTIA presents 日常のなんてこった（水曜日、2025年3月5日 - ）

TBSラジオの5番組共同企画。日常生活で「なんてこった」と思った失敗談を募集する。
- 17:24 - 交通情報
- 17:25 - エンディング

火曜日の「輝く!日本でか美大賞」は毎週異なる時間に放送（放送内では「流浪のコーナー」と呼ばれる。15:40、16:45、17:15のいずれかに放送される）。木曜日の「クイズ!企業努力」は不定期放送ということになっており、2025年3月27日に、スポンサーの宣伝のための企画として復活した。

### 2025年4月1日から
14時台
- 14:00 - オープニングトーク ●☆
- 14:20 - TBSニュース・天気予報・交通情報（はとバス提供）

NBCラジオでは交通情報の時間はCM。
- 14:25 - 快適生活ラジオショッピング  ☆
- 14:40 - こねくととぴっくす ☆（関電工<月曜>提供）
- 14:50 - 交通情報（この時間のみJATRIC首都高速センターから）・天気予報

15時台
- 15:00 - ゲストとこねくと（gym master<水曜日>提供）

熊本放送は、ここから飛び乗り。熊本のリスナーに向けてメッセージテーマを告知する（4月10日から）。
火曜日は町山智浩の「アメリカ流れ者」 ●☆
- 15:35 - TBSニュース・交通情報（月・火曜日は15:30ごろ）

RKKラジオでは交通情報はTBS送出のBGMのみが流れる。
- 15:35
  - 火曜日 - 輝く!日本でか美大賞

NBCラジオは15:50で途中飛び降り。
- 15:50 - こねくとれんど

RKKラジオはローカルニュース・天気予報を放送するためネットせず。
第5火曜日は大島育宙が担当。
16時台
- 16:00 - こねくとネット
  - 月曜日　こねくとリクエスト
  - 火曜日　空閑時評
  - 水曜日　ヅカヅカ聞きます!クイズ・ぐっじょぶ!
  - 木曜日　東京メッセージランド

イッツ・ア・スモール・ピープル
生活のさまざまな場面において、人間の器が小さい行為を投稿する。
恋愛フットボール
蓮華のクイズ!絵かき歌
菅悪太郎（かんわるたろう）
2025年5月1日放送。リスナーからのほっこりするいい話に、菅が扮する「菅悪太郎」が悪態をつく。
- 16:30 - 交通情報・天気予報

14時台と異なり、RKKのネット後もこの時間は関東の天気しか扱わない。
- 16:35
  - 第1火曜日[注 31] - 彩の国にこねくと!月刊埼玉通信（ナビホーム提供）
  - 水曜日 - エンタメExpress
- 16:45 - エンディング

木曜日は翌日の番組としてTBSの『えんがわ』とRKKの『ラジてん』をそれぞれ紹介する。

### 過去のコーナー
- 13:25 - ジャパネットたかたラジオショッピング（2023年4月3日～6月29日）
- 14:00 -「でか美ちゃん のライフ・イズ・ニュートラル〜おとなの居場所を考える〜」（火曜日、2023年4月4日～4月25日）● 
石山とでか美より年上（放送開始時点で32歳以上）のリスナーのみ参加可能な相談コーナー。5月2日に「平成探偵団 - 」を放送してからは「一旦お休み」としていたが[16]、放送時間変更後からは「-そのご意見いただきます!」がスタートしたため事実上終了となった。
- 15:35 - STU48 ちょっと…いいですか?（月曜日、2025年2月8日〜7月28日、チチヤス提供）

## テーマ曲
- OP曲 - TheSKAMOTTS「コネクトーン」（2023年4月26日、Playwright、配信限定）[17]
- ED曲 - TheSKAMOTTS「君の街 inst ver.」（2023年4月26日、Playwright、配信限定）[17]  - 2023年1月25日にリリースされた3rdアルバム「ねこだまし」に収録された楽曲のインスト版。

本番組のサウンドステッカーで流れる「こねくと」の声はTheSKAMOTTSの岡村トモ子と真之輔によるもの。

## 同時ネット局
- 長崎放送（2023年4月3日 - ）[1]
- NBCラジオ佐賀（2023年4月3日 - ）[1]
- 熊本放送（2025年4月1日 - ）

## 番組休止・放送時間変更
- 2023年
  - 7月17日（月曜日）：長崎放送・NBCラジオ佐賀で『NBCラジオ×FM長崎 SASEBOラジオフェスタ2023』[20]放送のため、15:00 - 15:30の短縮放送。
  - 11月23日（木曜日）：TBSラジオで特別番組『ミヤリサン製薬 Hupele プレゼンツ ペットと始めるスマイルライフ』[21]放送のため、14:00 - 16:30の短縮放送。
- 2024年
  - 1月1日（月曜日）：『ヤマザキ新春スポーツスペシャル ニューイヤー駅伝2024』の実況中継をTBSラジオおよび長崎放送・NBCラジオ佐賀でも編成する[注 32]ほか、特別編成の実施に伴い当番組は休止。15:00 - 16:00に放送の特別番組『レッドリボンライブ』は長崎放送・NBCラジオ佐賀でも同時ネットされた[22]。なお、TBSラジオでは16:10頃に令和6年能登半島地震が発生したことに伴い緊急報道体制に切り替えたため、16:00から放送されていた『アシスタント森本』が途中で中断打ち切りとなった[注 33]。
    - これに伴い中断・休止された収録番組のうち、『アシスタント森本』『田中みな実 あったかタイム』は1月21日（日曜日）の深夜（22日（月曜日）未明）に振替放送。また、『ミヤリサン製薬 presents 腸から始まる健康ライフ』を1月24日（水曜日）の当番組関東ローカルパート内（16:38頃から10分間）に挿入して対応した[23]。

  - 3月20日（水曜日）：TBSラジオで『こども音楽コンクール』の特別番組（令和5年度授賞式・記念演奏会の音声）を放送するため、16:30までの短縮放送[24]。
  - 7月15日（月曜日）：長崎放送・NBCラジオ佐賀で『SASEBOラジオフェスタ2024』を13:00 - 14:55に放送のため、15:00 - 15:50の短縮放送。
  - 8月15日（木曜日）：TBSラジオで特別番組『TBSアナウンサーによる「朗読のヒロバ2024年・夏」』（8月3日開催の公開収録イベントの様子）を放送するため、17:00までの短縮放送[25]。
  - 12月25日（水曜日）：TBSラジオでは『TBSラジオ大感謝祭 2024』と題し3部制の大型特番を放送するため、長崎放送・NBCラジオ佐賀を含めて休止。なお、第1部の「バラエティ」パートに飯塚、第2部の「カルチャー」パートに石山・でか美・土屋、第3部の「ニュース」パートに大島が出演した[26]。長崎放送・NBCラジオ佐賀では、14:00 - 15:00に『X-GUNの激烈ガッテムSP〜大笑い さがねちゃん祭り〜』、15:00 - 15:50に『ミュージック白書〜Artist History〜』をそれぞれ編成した。
  - 12月30日（月曜日）：この日は東京タワーメインデッキ内にあるclub333にて番組初となる公開放送が行われたが[27]、TBSラジオは16:00 - 17:00に特別番組『丹生明里のニッポン2位紀行』、17:00 - 17:30に『やる気スイッチラヂオ アストルム Supported by やる気スイッチグループ』（この日の日本レコード大賞授賞式放送に伴い放送時間を前倒し）をそれぞれ編成のため、16:00までの短縮放送、『TBSラジオプレス』は放送休止となった[28]。
  - 12月31日（火曜日）：TBSラジオは16:00 - 17:00に特別番組『林原めぐみのTokyo Boogie Night 1700回突破記念スペシャル』、17:00 - 17:30に『かまいたちのヘイ!タクシー!』（前日の日本レコード大賞授賞式放送にともない放送時間を移動）をそれぞれ編成のため、14:00 - 16:00の短縮放送[28]。
- 2025年
  - 1月1日（水曜日）：『ヤマザキ新春スポーツスペシャル ニューイヤー駅伝2025』実況中継（長崎放送・NBCラジオ佐賀は12時から）[注 34]および特別番組の編成に伴い、長崎放送・NBCラジオ佐賀を含めて休止。なお、14:30 - 16:00に放送された特別番組『お坊さんミュージック 2025年お正月特別編』（長崎放送・NBCラジオ佐賀ほか一部ネットあり）に石山が出演[28]。
  - 1月2日（木曜日）：TBSラジオで特別番組『宮舘涼太のロイヤルサロン』を16:30 - 17:30に放送するため、14:00 - 16:30の短縮放送。『協会けんぽ presents 元気にこねくと』は15時台になり、初めてNBCラジオでも放送された。また、23:00 - 24:00に「空閑時評」のコーナーの特番『空閑時評Z』を放送し、石山、でか美、大島が出演[28]。
  - 1月13日（月曜日）：TBSラジオで『小倉・IMALUの○○玉手箱』を放送するため、14:00 - 17:15の短縮放送。
  - 2月26日（水曜日）：TBSラジオで特別番組『北山宏光のPremium Parking Area』を放送するため、14:00 - 17:00の短縮放送。
  - 7月21日（月曜日）：長崎放送・NBCラジオ佐賀で『SASEBOラジオフェスタ2025』を13:00 - 14:50に放送のため、15:00 - 15:50の短縮放送。

## 公開放送・イベント
- 2024年12月30日、東京タワーメインデッキ内のclub333にて番組初の公開放送。15時台はスケザネが出演した。
- 2025年3月13日と17日から20日に、「Tokyo Creative Salon 2025 Akasaka」の関連イベントとして、赤坂サカスの赤坂Bizタワー1階のレストラン「イル カルディナーレ」のテラスに特設スタジオを開設し、公開生放送。13日は14:00 - 15:30、17 - 20日は16:00 - 17:30が公開放送となった（その他の時間帯は通常のスタジオからの放送）。なお、19日は午前中の大雪のため中止。1週間続けて特設スタジオでの公開放送をするのは、たまむすびの2013年以来12年ぶり。3月14日には同じ場所で『えんがわ』の公開放送もあった他、期間内にTBSラジオの各番組の生放送、収録が行われた。
- 2025年4月28日、番組初の公開イベントとして、「空閑時評α」が東京・新宿区の四谷区民ホールで開催された。石山・でか美・大島が出演し、コーナーのナレーションは遠藤泰子が担当した。
- 2025年9月15日、埼玉県三郷市の瑞沼市民センター体育館で、公開放送が行われる。当初は「こねくとリクエスト」の企画「こねくと合唱会」を午前中に収録するだけの予定だったが、最終的に同会場で番組全編を生放送することになった。

## JRNネットワークセールスのCMの扱い（2023年度）
2023年9月まで、当番組の13:45から放送されていたコーナー『Podcastこねくしょん』の後に流れるCMは、朝日放送ラジオ以外のJRN系列局にもネットワークセールスで放送される。なお、朝日放送ラジオの放送対象地域である近畿広域圏のJRN系列局では、MBSラジオで対応している。
2023年10月2日から当番組および『えんがわ』の開始時間が14:00に繰り下げられたため、TBSラジオと長崎放送・NBCラジオ佐賀では、金曜分も含めて前枠番組（月 - 木曜の『生活は踊る』、金曜の『金曜ボイスログ』）で13:53頃の交通情報の前にCMを流すことで対応している。
CMの内容は、『たまむすび』終了時の同時間帯コーナーでJRNネットワークセールス番組『朗読のミカタ』の番組開始前に流れたカウキャッチャー扱いのCMと同じである。
以下では、当該CMを流すネット局の対象番組を記載する。
- 対象番組は2024年3月時点で、その時間帯に放送されている番組を記載（ワイド番組内の場合、当該CMの前後に放送される内包番組・コーナーがあればそちらも記載）。太字は自社制作番組。対象が単独番組の場合、静岡放送以外の局では、対象番組またはその後に放送される番組のカウキャッチャーあるいはヒッチハイク方式で当該CMを流している。
- 生ワイド番組へ内包している局の放送時間はあくまでも目安で、放送週・放送曜日によっては前後することがある。
  - なお、年末年始で対象番組（または内包先ワイド番組）の休止や放送時間短縮・変更がある場合、当該CMの放送時間は変更される場合がある。また、放送対象地域内で（緊急地震速報を伴う）最大震度5弱以上の地震が発生したり、大津波警報・津波警報が発表されたりした場合に緊急報道体制を取っている場合には、CMの放送を中止する場合がある。
- 金曜日には、MBSラジオを除く全局が、『三井ダイレクト損保 presents 強くてやさしい金曜日』→『朗読のヒロバ』（2024年10月4日から）の本編前後に当該CMを放送している。

| 放送対象地域   | 放送局名          | 放送時間                                                                                            | 対象番組 | 備考                                                      |
| -------------- | ----------------- | --------------------------------------------------------------------------------------------------- | --- | --------------------------------------------------------- |
| 秋田県         | 秋田放送（ABS）   | 12:10 - 12:11                                                                                       | 新・流行音楽堂 | [ 注 36 ]                                                 |
| 山形県         | 山形放送（YBC）   | 12:13 - 12:14                                                                                       | ウェザーインフォメーション |                                                           |
| 山梨県         | 山梨放送（YBS）   | 12:19 - 12:20                                                                                       | 大竹発見伝～ザ・ゴールデンヒストリー（文化放送） | [ 注 38 ]                                                 |
| 岩手県         | IBC岩手放送       | 12:23 - 12:24                                                                                       | 音楽のハコ |                                                           |
| 和歌山県       | 和歌山放送（wbs） | 12:26 - 12:27                                                                                       | 桂三歩のきてみて！！この店ええお店 |                                                           |
| 新潟県         | 新潟放送（BSN）   | 12:34 - 12:35                                                                                       | ラジオショッピング | [ 注 39 ]                                                 |
| 福井県         | 福井放送（FBC）   | 12:49 - 12:50                                                                                       | 「MUSIC TIPS！」コーナー放送前 | 『午後はとことん よろず屋ラジオ』内                       |
| 香川県         | 西日本放送（RNC） | 12:58 - 12:59                                                                                       | RNCミュージックセレクション | [ 注 40 ]                                                 |
| 徳島県         | 四国放送（JRT）   | 13:09 - 13:10                                                                                       | 交通情報 |                                                           |
| 高知県         | 高知放送（RKC）   | 13:14 - 13:15                                                                                       | ミュージック白書～Artist History～ |                                                           |
| 鹿児島県       | 南日本放送（MBC） | 13:19 - 13:20                                                                                       | （月）陶山賢治の風まかせ（再放送） （火）かごしま街角通信（再放送） （水）昭和歌謡セレクション（日経ラジオ社） （木）週刊 なるほど!ニッポン（ニッポン放送） | [ 注 41 ]                                                 |
| 近畿広域圏     | MBSラジオ         | 13:39 - 13:40                                                                                       | （スポットCM枠の一部） | 『こんちわコンちゃんお昼ですょ!』内                       |
| 熊本県         | 熊本放送（RKK）   | 13:39 - 13:40                                                                                       | | 『塚原まきこの福ミミらじお』放送後                        |
| 青森県         | 青森放送（RAB）   | 13:40頃                                                                                             | | 『らじすく!エア』内                                       |
| 福岡県         | RKB毎日放送       | 13:40 - 13:41                                                                                       | | 『＃さえのわっふる』内                                    |
| 中京広域圏     | CBCラジオ         | 13:44 - 13:45                                                                                       | 内包番組『しろくじちゃんとアホロートルが昼下がりにほめるラジオ』放送前                                                                                      | 『北野誠のズバリ』内                                      |
| 石川県         | 北陸放送（MRO）   | 13:54 - 13:55                                                                                       | 内包番組『こころの謡箱』放送前 | （月）『竜香の人生相談』内 （火 - 木）『おいね★どいね』内 |
| 宮城県         | 東北放送（tbc）   | 14:24 - 14:25                                                                                       | | 『GoGoはみみこい ラジオな気分』内                         |
| 岡山県         | RSK山陽放送       | 14:29 - 14:30                                                                                       | （水）『多賀公人のナイスショット』放送後 （木）『山陰さんこんにちは』（山陰放送と共同制作）放送前                                                           | 『あもーれ!マッタリーノ』内                               |
| 大分県         | 大分放送（OBS）   | 14:38 - 14:39                                                                                       | | 『情熱ライブ!Voice』内                                    |
| 山口県         | 山口放送（KRY）   | 14:48 - 14:49                                                                                       | 内包番組『荻原次晴のニッポン応援団～VIVA JAPON～』放送前 | 『お昼はZETTAI ラジTIME』内                               |
| 愛媛県         | 南海放送（RNB）   | 14:58 - 14:59                                                                                       | 『愛媛新聞ニュース』放送後 | 『Tips』内                                                |
| 北海道         | 北海道放送（HBC） | 15:43 - 15:44                                                                                       | 内包番組『桂宮治のザブトン5』（文化放送）放送後 | 『カーナビラジオ午後一番』内                              |
| 沖縄県         | 琉球放送（RBC）   | 15:48 - 15:49                                                                                       | | 『具志堅ストアー』放送後                                  |
| 福島県         | ラジオ福島（rfc） | 16:09 - 16:10                                                                                       | あなたにハッピー・メロディ（ニッポン放送） |                                                           |
| 島根県・鳥取県 | 山陰放送（BSS）   | 16:19 - 16:20                                                                                       | オールディーズ・アンソロジー |                                                           |
| 宮崎県         | 宮崎放送（mrt）   | 16:29 - 16:30                                                                                       | 今旬！インフォメーション |                                                           |
| 静岡県         | 静岡放送（SBS）   | 16:30 - 16:40に放送の『大竹発見伝～ザ・ゴールデンヒストリー』（文化放送）内のCM枠で消化（詳細後述） | 16:30 - 16:40に放送の『大竹発見伝～ザ・ゴールデンヒストリー』（文化放送）内のCM枠で消化（詳細後述）                                                         |                                                           |
| 広島県         | 中国放送（RCC）   | 17:12:50 - 17:13:50                                                                                 | ニュース・パレード（文化放送） |                                                           |
| 富山県         | 北日本放送（KNB） | 17:14- 17:15                                                                                        | ニュース・パレード（文化放送） |                                                           |
| 長野県         | 信越放送（SBC）   | 17:15 - 17:16                                                                                       | 荻原次晴のニッポン応援団～VIVA JAPON～ |                                                           |

備考
- 青森放送では、フローラのCMは13:40頃に必ず放送するが、ACジャパンのCM枠の全部または一部は必ずしもその時間に消化するとは限らず、別の時間帯に消化する場合もある。
- 静岡放送では、『大竹発見伝〜ザ・ゴールデンヒストリー』の番組タイトルコール後のCM枠でフローラのCMとACジャパンのCM1本（計40秒）を放送し、エンディング前のCM枠の中にACジャパンのCM1本（20秒）を組み込んでいる。
- MBSラジオでは、『朗読のミカタ』が放送されていた時間帯（「夕方もポチっとMラジ」レーベルで月 - 木曜日に日替わりで編成されている生ワイド番組内の16:53 - 17:00）で、当番組の開始初日から「ポチっとMini枠」（自社制作による事前収録のフロート番組）を放送している。「ポチっとMini枠」はMBSラジオで独自に制作しているが、実際にはコーナーの直前とコーナー内にCMの放送枠を設けておらず、通常編成では17時の時報（ECCの時報CM）に直結させている。このような事情から、ネットCMについては、『こんちわコンちゃんお昼ですょ!』[注 44]（「夕方もポチっとMラジ」の前枠番組）内で放送されている「ジャパネットたかたラジオショッピング」直後のスポットCM枠内で金曜分[注 45]を含めて消化。
- 全国高等学校野球選手権大会の地方大会の中継を行う放送局では、CM放送時間と中継時間が重なる場合、対象番組を休止してCMを放送しないか、あるいは対象番組の放送時間を変更するかのどちらかの対応が取られている。
  - 全国大会における関東・関西地区以外の地元代表校の試合の中継については、2023年（第105回大会）に仙台育英高校が出場した決勝（8月23日・水曜日、14:00試合開始）を中継したtbc[注 46]の例があるが、朝日放送ラジオからの中継音声をネットしていたため、当該CMは放送されなかった。
- 祝日において当該時間帯にプロ野球のデーゲーム中継を編成する場合（北海道放送：北海道日本ハムファイターズ、東北放送：東北楽天ゴールデンイーグルス、MBSラジオ：阪神タイガース、中国放送：広島東洋カープ、RKB毎日放送：福岡ソフトバンクホークス）[注 47]の対応は以下の通り。
  - 北海道放送・東北放送：試合展開に応じて、通常の放送時間に近い時間帯で当該CMを挿入[注 48]。
  - MBSラジオ：月 - 木曜日で14:00開始のデーゲームを13:55から中継する場合には、「夕方もポチっとMラジ」枠の生ワイド番組をあらかじめ休止するため、「ポチっとMini枠」を中継開始直前の時間帯（13:45 - 13:55）に単独番組として編成。その関係で『こんちわコンちゃんお昼ですょ!』の放送終了時間（通常は14:59）を13:45まで繰り上げるため、通常編成とは逆に、当該CMを「ジャパネットたかたラジオショッピング」直前のスポットCM枠内（13:30 - 13:31）で放送している。
  - 中国放送：14:00開始のデーゲーム中継については『ニュース・パレード』の放送有無に関わらず野球中継が17:14までに終了した場合、17:14 - 17:15に当該CMを放送。それ以降の延長については試合途中に当該CMを挿入して対応。また、2023年7月17日は当該時間帯に横浜DeNAベイスターズ戦[注 49]を中継したため、当該CMの放送はなかった。
  - RKB毎日放送：13:00開始のデーゲームを中継する場合、3つのCMを分割して3回までのソフトバンクの攻撃終了後のCM枠内で流している。